# Edward Parmelee Smith
Edward Parmelee Smith (* Juni 1827 in South Britain, Connecticut; † 27. Juli 1876 bei Accra) war ein US-amerikanischer Regierungsbeamter.
Smith war Geistlicher der Kongregationalisten mit einem Abschluss der Yale University. Er war im Amerikanischen Bürgerkrieg General Field Agent in der United States Christian Commission und nach dem Krieg General Field Agent in der American Missionary Association. Nach dem Bürgerkrieg gehörte er zu den Gründern der Fisk University und anderer afroamerikanischer Schulen in den Südstaaten. Er war von 1873 bis 1876 als Nachfolger von Francis Amasa Walker Commissioner of Indian Affairs. Kurz vor seinem Tode wurde er zum Präsidenten der Howard University ernannt, starb aber vor Amtsantritt bei einem Besuch von Missionen in Afrika an einem Fieber.
Talcott Parsons gehörte zu den Familiennachfahren (Edward Parmelee Smith war Cousin von Talcott Parsons Großmutter väterlicherseits).